# خرابووه (شهرستان بیلسک)
خرابووه (به لهستانی:  Chraboły) یک روستا در لهستان است که در گمینا بیلسک پودلاسکی واقع شده‌است.